# Draft NFL
Il Draft NFL è un evento annuale durante il quale le 32 squadre della National Football League selezionano i giocatori provenienti dai college.
Nella NFL è il modo più comune di reclutare nuovi giocatori.

## Storia
Il draft è organizzato sin dal 1936 ed è diventato uno degli eventi più importanti per gli appassionati di football.
I biglietti per il draft sono gratuiti e sono distribuiti in punti vendita opportunamente organizzati e sono distribuiti la mattina prima del draft.
Un biglietto vale solo per una persona.

## Procedure e regole

### Eleggibilità
Il draft è la prima possibilità per le squadre di mettere sotto contratto giocatori che hanno già frequentato la high school per due anni e mezzo.
La maggioranza dei giocatori però proviene dalle squadre del torneo NCAA.
Tutti i giocatori NCAA devono aver giocato come minimo tre anni al college, anche se alcuni giocatori vengono scelti da altre leghe come la Arena Football League.
Curiosità: Amobi Okoye è stato scelto dagli Houston Texans al primo round del draft NFL 2007. È ancora il giocatore più giovane mai reclutato nel primo turno del draft NFL a soli 19 anni, 10 mesi e 18 giorni. Tremaine Edmunds è diventato il secondo più giovane a 19 anni, 11 mesi e 26 giorni, nel draft 2018.

### Formato
Il Draft prevede sette round di scelta.

#### Regole per determinare l'ordine delle scelte
Solitamente si determina l'ordine del primo round. Questo ordine si basa sui risultati delle squadre nella stagione precedente, seguendo queste regole:
1. Un expansion team ha automaticamente diritto alla prima scelta assoluta; se ci sono due expansion team, un sorteggio decide chi sceglierà per primo; l'altra squadra sceglierà per prima nell'expansion draft.
2. La squandra vincitrice del Super Bowl sceglierà per ultima, la perdente del Super Bowl per penultima.
3. Le squadre qualificatesi per i playoffs sceglieranno secondo l'ordine in cui sono state eliminate.
4. Le squadre non qualificatesi ai playoffs sceglieranno secondo l'ordine con cui hanno concluso la regular season

La prima scelta assoluta ha solitamente il contratto più ricco anche se i contratti dipendono dal ruolo ricoperto dal giocatore.
Per esempio i quarterback firmano contratti più ricchi rispetto ai defensive end, che possono guadagnare sensibilmente meno.
Ogni squadra manda un suo rappresentante al draft. Nel primo giro di scelte le squadre hanno dieci minuti per decidere chi scegliere. Il tempo per decidere scende a sette minuti nel secondo giro e cinque minuti dal terzo al settimo round.
Se una squadra non decide chi scegliere entro il tempo stabilito, deve lasciare la possibilità di scelta alla squadra successiva, potendo poi dichiarare in seguito la propria scelta.
Questo è successo nel Draft NFL 2003, quando i Minnesota Vikings, con la settima scelta assoluta, non scelsero in tempo un giocatore.
I Jacksonville Jaguars scelsero il quarterback Byron Leftwich e i Carolina Panthers scelsero l'offensive tackle Jordan Gross prima che i Vikings decidessero di scegliere il defensive tackle Kevin Williams.

### Scambio di scelte
Le squadre possono scambiare le proprie scelte al draft per un giocatore o addirittura per una scelta più alta.

### Scelte compensatorie
In aggiunta alle 32 scelte in ogni round, ci sono un totale di 32 scelte aggiuntive tra il terzo ed il settimo round.
Queste scelte, conosciute come "scelte compensatorie," sono assegnate alle squadre che hanno perso scelte vantaggiose o giocatori importanti tramite la free agency.

### Scelte compensatorie addizionali
Dal Draft NFL 2021, vengono assegnate delle scelte compensatorie addizionali, sulla base della risoluzione JC-2A del 2020 adottata dai proprietari delle franchigie, a quelle squadre i cui membri secondari dello staff tecnico (assistenti allenatori, vicepresidenti, coordinatori dell'attacco, della difesa, degli special team, direttori dello scouting, ecc...), facenti parte di minoranze etniche oppure donne, siano poi stati assunti da altre franchigie per ricoprire il ruolo di capo allenatore e/o direttore generale. Queste scelte, che sono aggiuntive e non hanno impatto sulle 32 scelte compensatorie standard, sono assegnate alla fine del terzo giro del draft e, come tutte le scelte, possono essere anche scambiate con le altre squadre.

### Salario
La NFL assegna un bonus al tetto salariale di ogni squadra per ingaggiare i rookie che vengono scelti.
Nel 2008 il contratto più alto garantiva al giocatore 8 milioni di dollari ed avrebbe giocato per i Kansas City Chiefs mentre quello più basso garantiva 2 milioni ed era una scelta dei Cleveland Browns.